# Guerra di Pompeo contro Albani e Iberi
La guerra di Pompeo contro Albani ed Iberi fu combattuta tra il generale romano Gneo Pompeo Magno, contro le forze delle popolazioni abitanti nel I secolo a.C. il Caucaso, negli anni 66-65 a.C., e vide i Romani prevalere.

## Contesto storico
La guerra contro Mitridate VI, re del Ponto, si protraeva ormai da quasi venticinque anni (dall'89 a.C.). Contro di lui avevano combattuto ottenendo numerosi successi, sia Lucio Cornelio Silla, sia Lucio Licinio Lucullo. Ma la fortuna ed il consenso di Lucullo presso le sue truppe vacillavano da troppo tempo, tanto che certe lamentele sulle recenti campagne militari condotte in Oriente, senza un preventivo appoggio del Senato, giunsero anche a Roma, dove fu deciso di sostituire il proconsole romano nel comando della sua provincia, e di mandare in congedo buona parte dei suoi soldati. Lucullo si trovava così ad essere esonerato, per aver scontentato non solo le sue truppe, ma anche per essersi inimicato la potente fazione di usurai e pubblicani d'Asia.
Frattanto Tigrane si era ritirato all'interno del proprio regno, riconquistandone alcune parti in precedenza perdute. mentre Mitridate si affrettò anch'egli a riconquistare parte degli antichi territori del Ponto e dell'Armenia Minore. Lucullo che aveva, in un primo momento tentato di seguirlo, fu costretto a tornare indietro per mancanza di approvvigionamenti.
Poi fu Mitridate a contrattaccare i Romani, riuscendo anche ad ucciderne molti in battaglia. Per prima cosa si diresse contro un legatus di Lucullo, di nome Fabio, che per poco non fu massacrato insieme al suo esercito, se durante la battaglia Mitridate non fosse stato colpito da una pietra ad un ginocchio e da un dardo sotto l'occhio, costringendo lo stesso re ad allontanarsi dal campo di battaglia e sospendere i combattimenti, permettendo così a Fabio ed ai Romani di salvarsi. Poi Fabio fu chiuso ed assediato in Cabira e liberato solo grazie all'intervento di un secondo legato, Gaio Valerio Triario, che si trovava casualmente da quelle parti nella sua marcia dall'Asia verso Lucullo.
Fu, quindi, la volta del secondo legatus di Lucullo, Triario, che era venuto in soccorso a Fabio, con il suo esercito. Triario, deciso ad inseguire Mitridate, riuscì a battere il sovrano del Ponto nel corso di questo primo scontro, presso Comana. Poi giunse l'inverno, che interruppe ogni operazione militare da entrambe le parti.
Trascorso l'inverno, Mitridate tornò a scontrarsi con Triario, andando ad accamparsi presso Gaziura di fronte al legato romano. Mitridate cercava di attirare il legato romano in battaglia ed alla fine Triario cadde nella sua trappola e fu sconfitto pesantemente nei pressi di Zela. Ottenute queste due vittorie, Mitridate si ritirò nel paese che i Romani chiamavano piccola Armenia (sulle alture nei pressi di Talauro), distruggendo tutto ciò che non era in grado di trasportare, in modo da evitare di essere raggiunto da Lucullo nella sua marcia. Poi Mitridate decise di invadere nuovamente la Cappadocia, riuscendo a conquistare quasi tutti i suoi vecchi domini. Procedette quindi a fortificare il suo regno e danneggiò la vicina Cappadocia, mentre i Romani non fecero nulla, o perché erano impegnati contro i pirati del Mediterraneo, o perché né Acilio, né Lucullo (ormai esautorato dal comando), né Marcio (nuovo governatore di Cilicia), intrapresero alcuna azione contro di lui.
E mentre Lucullo era ancora impegnato con Mitridate e Tigrane II, Gneo Pompeo Magno riusciva a ripulire l'intero bacino del Mediterraneo dai pirati, strappando loro l'isola di Creta, le coste della Licia, della Panfilia e della Cilicia, dimostrando straordinaria disciplina ed abilità organizzativa (nel 67 a.C.). La Cilicia vera e propria (Trachea e Pedias), che era stata covo di pirati per oltre quarant'anni, fu così definitivamente sottomessa. In seguito a questi eventi la città di Tarso divenne la capitale dell'intera provincia romana. Furono poi fondate ben 39 nuove città. La rapidità della campagna indicò che Pompeo aveva avuto talento, come generale, anche in mare, con forti capacità logistiche.

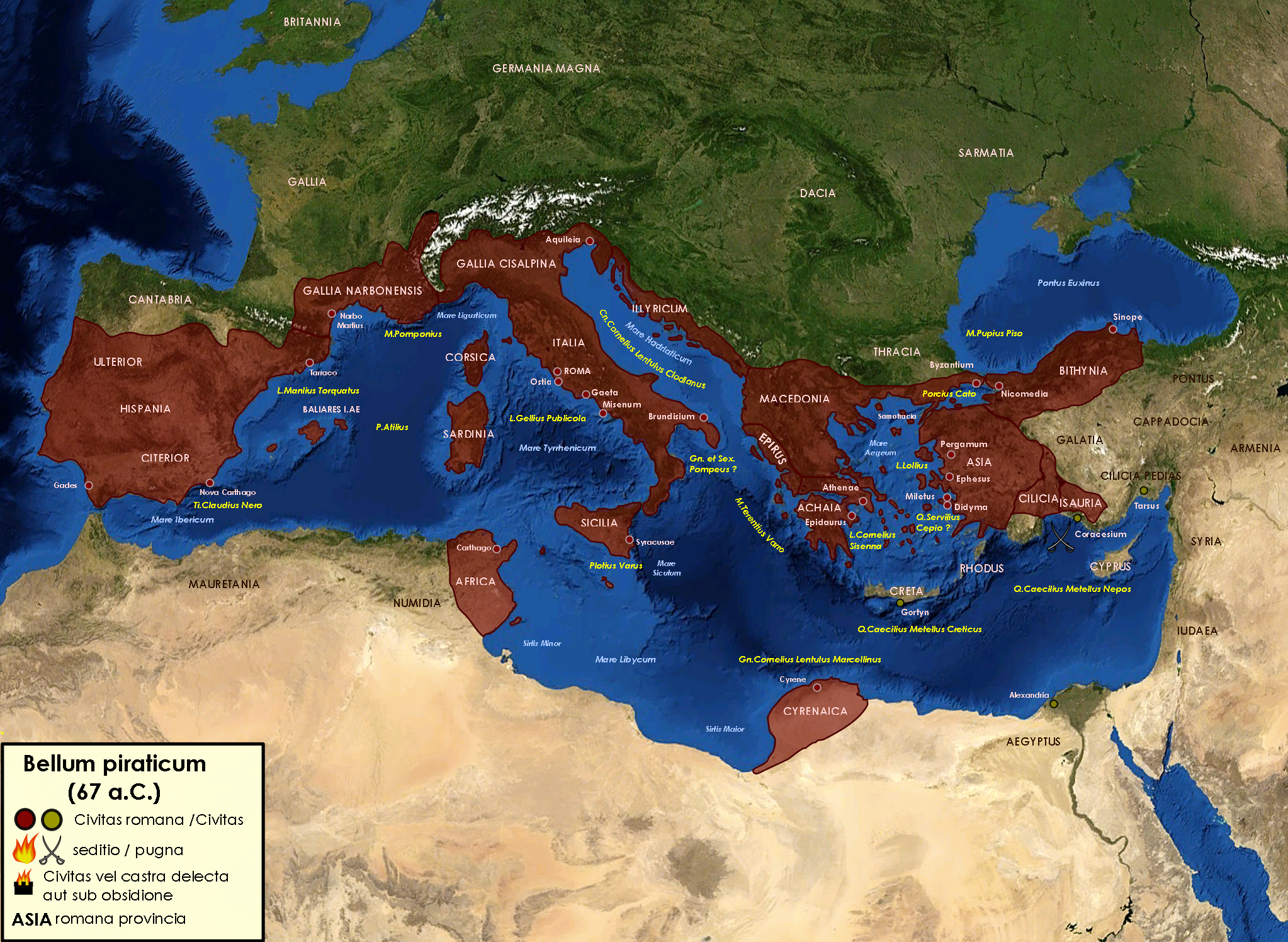
Mappa generale del Bellum piraticum di Pompeo, con i relativi comandanti, per area territoriale

Fu allora incaricato Pompeo di condurre una nuova guerra contro Mitridate VI re del Ponto, in Oriente (nel 66 a.C.), grazie alla lex Manilia, proposta dal tribuno della plebe Gaio Manilio, ed appoggiata politicamente da Cesare e Cicerone. Questo comando gli affidava essenzialmente, la conquista e la riorganizzazione dell'intero Mediterraneo orientale, avendo il potere di proclamare quali fossero i popoli clienti e quali quelli nemici, con un potere illimitato mai prima d'ora conferito a nessuno, ed attribuendogli tutte le forze militari al di là dei confini dell'Italia romana.
Pompeo, avendo capito che era necessario continuare la guerra contro Mitriadate, compì i necessari preparativi, richiamando in servizio la legione Valeriana. Giunto in Galazia, proveniente dal sud dopo aver attraversato le "porte della Cilicia", incontrava Lucullo sulla via del ritorno. Intanto Mitridate, poiché inizialmente disponeva di un numero di armati inferiore a quello di Pompeo, si diede al saccheggio, obbligando Pompeo a corrergli dietro, oltre a cercare in ogni modo di bloccargli i rifornimenti. Il re del Ponto, che disponeva ancora di un esercito di 30 000 fanti e 2 000/3 000 cavalieri, si era posizionato lungo la frontiera del suo regno, e poiché Lucullo aveva poco prima devastato quella regione, vi erano poche risorse di approvvigionamento tanto da costringere molti dei suoi armati a disertare. Il re, allora, essendo ormai a corto di provviste, preferì ritirarsi permettendo a Pompeo di seguirlo, seppure lasciandolo entrare nei suoi territori, e sperando così che anche lo stesso generale romano potesse trovarsi nelle sue stesse condizioni a causa della scarsità dei rifornimenti. Ma Pompeo aveva organizzato in modo adeguato i suoi approvvigionamenti (costruendo anche una serie di pozzi per l'acqua), avendo conquistato poco prima la regione armena dell'Anaitide.
Pompeo così poté continuare la sua marcia passando attraverso i confini orientali del regno di Mitridate, stabilendovi una serie di nuove postazioni fortificate (ad intervalli regolari di 25 km gli uni dagli altri). Disegnò quindi una linea di circonvallazione che gli permettesse di assediare il re del Ponto ed approvvigionarsi senza grosse difficoltà.

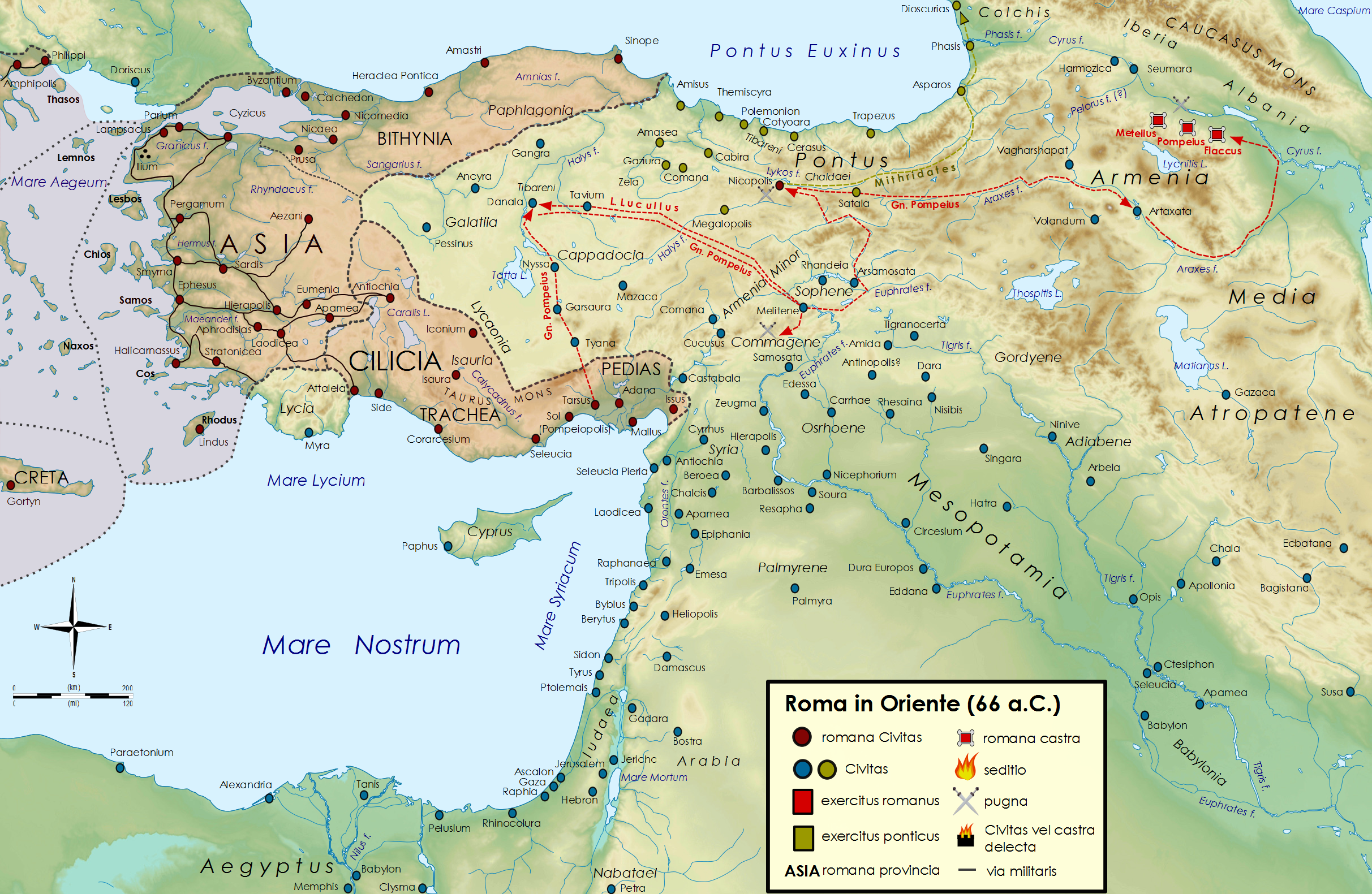
L'anno 66 a.C. della terza guerra mitridatica

Frattanto il re sembrava paralizzato dalla pronta reazione del proconsole romano, e non oppose alcuna resistenza ai lavori messi in atto dalle truppe romane. Avendo, inoltre, scarsi approvvigionamenti fu costretto a macellare i suoi animali da soma, risparmiando solo i cavalli. E quando si accorse di avere solo 50 giorni di autonomia (dopo essere stato assediato per almeno 45), decise di scappare una notte con le truppe migliori di cui ancora disponeva, lasciando morire i più deboli, nel silenzio più profondo, per strade in cattive condizioni, diretto verso l'Armenia di Tigrane, nel tentativo di raggiungere l'Eufrate.
Pompeo accortosi della fuga del re del Ponto, riuscì a raggiungerlo con grande difficoltà e ad assalire la sua retroguardia prima che potesse attraversare l'Eufrate, e poi a batterlo in modo irreparabile presso Nicopoli.
(Cassio Dione Cocceiano, Storia romana, XXXVI, 48.3.)
(Cassio Dione Cocceiano, Storia romana, XXXVI, 49.1.)

### Casus belli
Così molti armati delle truppe mitridatiche morirono e molti altri furono fatti prigionieri. Lo stesso re riuscì a fuggire a stento. Ancora una volta Mitridate fu costretto alla fuga, attraverso un territorio impervio e roccioso con poche truppe ad assisterlo. Si trattava di un limitato gruppo di cavalieri mercenari e di circa 3 000 fanti, i quali lo accompagnarono fino alla fortezza di Simorex, dove il re vi aveva depositato un'ingente somma di denaro. Qui distribuì a tutti un ricco premio pari ad un anno di paga. Prese poi i restanti 6 000 talenti e si affrettò a marciare verso le sorgenti del fiume Eufrate, con l'intenzione di raggiungere la Colchide. Dopo quattro giorni attraversò l'Eufrate, tre giorni dopo entrò nella Chotene (Armenia), dove i suoi abitanti, insieme agli Iberi tentarono di fermarlo con dardi e fionde, per impedirgli di entrare, ma lui riuscì ad avanzare fino al fiume Apsarus.
Gneo Pompeo era ormai deciso ad inseguire Mitridate attraverso la Colchide, non pensando che il sovrano sarebbe andato in giro liberamente per il Ponto o per il mare d'Azov, o che avesse intenzione di intraprendere qualcosa di grande, costretto com'era a fuggire. Il comandante romano avanzò, quindi, fino ai piedi del Caucaso. Si racconta che in molti dei ruscelli presenti lungo questa catena montuosa, ci fossero ruscelli ricchi di polvere d'oro, che gli abitanti raccoglievano attraverso le pelli di pecora, messe a bagno in modo da raccogliere le particelle anche più sottili della polvere aurea. Forse il vello d'oro del mitologico re Eete era di questo genere.

## Guerra

### 66 a.C.

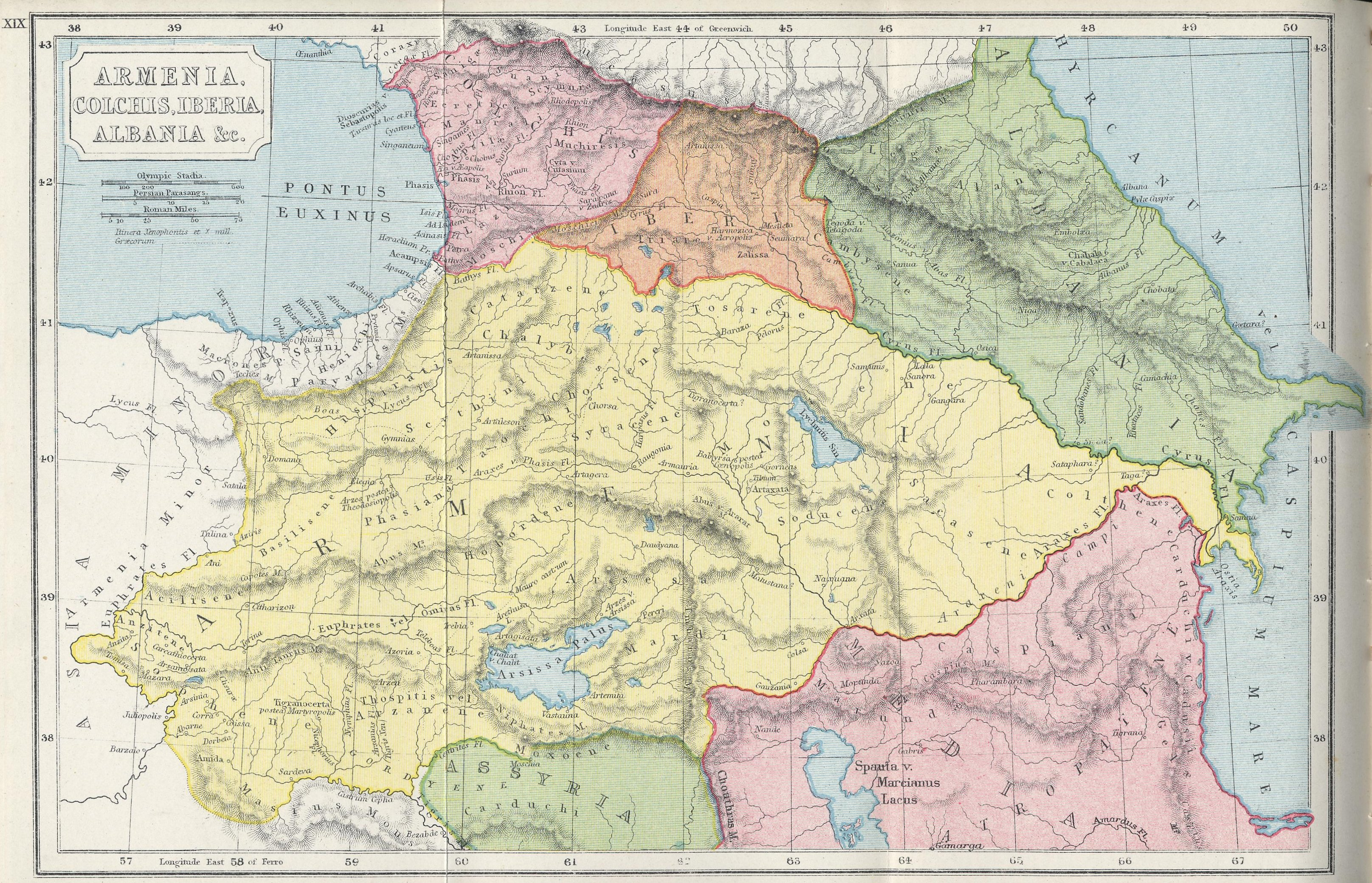
Colchide, Iberia e Albania caucasica, al tempo della guerra di Pompeo contro Albani e Iberi.

Tutte le vicine tribù indigene accompagnarono Pompeo in questa spedizione esplorativa. Solo Orose, re degli Albani (amico di Tigrane-figlio e timoroso della potenza dei Romani) e Artoce, re degli Iberi, misero in campo ben 70 000 armati per fronteggiarlo in tre differenti agguati, uno dei quali presso il fiume Cyrus, che si getta poi nel mar Caspio attraverso dodici bocche navigabili, ricevendo acqua da numerosi e grandi affluenti, il più grande dei quali è l'Arasse. Orose voleva colpire i Romani durante la festa dei Saturnali (che si celebrano tra il 17 ed il 23 dicembre), mentre erano ancora divisi in tre differenti armate. Decise, pertanto, di attaccare per primo Quinto Cecilio Metello Celere, che teneva prigioniero il giovane Tigrane, mentre inviò dei suoi generali contro Pompeo e l'altro legato, Lucio Flacco a capo della terza parte dell'esercito. Credeva che assaliti contemporaneamente, non avrebbero potuto aiutarsi vicendevolmente. Ma gli andò male ovunque. Celere lo respinse con vigore. Flacco, avendo compreso che non era possibile difendere l'intero percorso del vallum-palizzata del suo accampamento, a causa della sua lunghezza, ne fece costruire uno interno più piccolo. Diede così ai nemici l'impressione di aver paura di loro. Indotti a superare il trinceramento esterno, piombò improvvisamente su di loro e ne fece grande strage. Pompeo, venuto a sapere degli agguati agli altri corpi d'armata e, quindi al suo, anticipò le mosse degli Albani, marciando egli stesso contro il nemico. Attraversò il fiume e condusse i barbari in una foresta molto fitta.
Questo popolo predilige la foresta come luogo per combattere. Esso infatti vi si nascose, per poi saltar fuori inaspettatamente ed aggredire il nemico. Pompeo, però, avendone intuito le intenzioni, circondò la foresta con il suo esercito e vi appiccò il fuoco, stanandone i guerrieri che si erano nascosti e costringendoli alla resa totale. Usciti dalla foresta si arresero tutti, dando al proconsole romano ostaggi e doni. Poi Pompeo, dopo aver vinto l'esercito che gli era stato inviato contro, si rivolse contro lo stesso Orose, ma non riuscì a catturarlo, poiché era riuscito a fuggire dopo aver subito la sconfitta da Flacco. Riuscì, invece, ad assalire gli Albani rimasti, mentre passavano il fiume Cyrus e ne uccise molti. Per questi motivi chiesero ed ottennero una tregua dal generale romano. Pompeo era consapevole dei rischi dell'inverno, nel caso avesse deciso di invadere il loro paese. Per questo motivo rimandò volentieri la guerra.
In seguito a questi eventi, lo stesso Pompeo avrebbe ottenuto il meritato trionfo a Roma. Tra gli ostaggi e i prigionieri furono trovati anche numerose donne, che sembra avessero subito delle ferite, tanto quanto gli uomini. Appiano di Alessandria sostiene che poteva trattarsi delle Amazzoni, se non altro poiché il loro paese d'origine non era molto distante da dove si era svolta la battaglia.

### 65 a.C.
Nel consolato di Lucio Aurelio Cotta e Lucio Manlio Torquato, Pompeo, dopo aver lasciato il legato Lucio Afranio a guardia del regno d'Armenia, marciò alla ricerca di Mitridate. Dovendo attraversare la catena del Caucaso, si trovò a dover combattere le popolazioni di questa regione montuosa: gli Albani ed Iberi. Combatté prima questi ultimi, contrariamente ai suoi piani. Artoce, re degli Iberi (che abitavano su entrambe le sponde del Cyrus, ed avevano come vicini sia gli Albani, sia gli Armeni), temendo che Pompeo potesse invadere anche il suo regno, inviò al proconsole romano degli ambasciatori, in apparenza con amicizia, mentre egli stesso si apprestava ad attaccarlo. Avendo Pompeo saputo delle reali intenzioni del re iberico, decise di anticiparne i piani e passò al contrattacco. Raggiunse, quindi, indisturbato una città chiamata Acropoli, posta a difesa dell'importante passo. Artoce, terrorizzato dall'improvvisa avanzata, non provò neppure a dispiegare l'esercito, forte di 40 000 armati. Al contrario decise di ritirarsi rapidamente oltre il fiume, bruciando il ponte dietro di sé. I soldati lasciati a difesa della fortezza, presi dallo sconforto, dopo un'iniziale resistenza, preferirono arrendersi all'armata romana. Padrone del passo, Pompeo vi lasciò un contingente a presidio, poi, muovendo da qui, conquistò l'intera regione al di qua del fiume.
Quando Artoce vide che Pompeo si apprestava a passare il Cyrus, inviò nuovamente degli ambasciatori per chiedere la pace, offrendo di ricostruirgli il ponte e di fornirgli tutti gli approvvigionamenti necessari, ma il generale romano decise ugualmente di passare il fiume. Preso dallo sconforto e dalla paura, il re iberico fuggì verso il fiume Pelorus (probabilmente l'odierno Aragvi). Notato ciò, Pompeo ne approfittò per inseguirlo, ed una volta raggiuntolo, riuscì a batterlo sfruttando la rapidità della sua azione, non permettendo agli arcieri del re di sfruttare la loro abilità. Anche questa volta Artoce riuscì a fuggire, distruggendo il ponte sul Peloro, ma lasciando indietro molti dei suoi soldati, che così furono uccisi dall'armata romana in avvicinamento. Il re iberico, colto da disperazione, inviò al proconsole romano una nuova ambasceria con ricchi doni, per chiedere la pace. Questa volta però Pompeo si decise ad accettarli, ma mise come condizione di pace, la consegna immediata dei figli del re come ostaggi. Il re sapeva che, poiché si era in piena estate ed il fiume era guadabile, non avrebbe potuto impedire una nuova avanzata romana. Diede così in ostaggio i suoi figli e concluse l'accordo di pace.

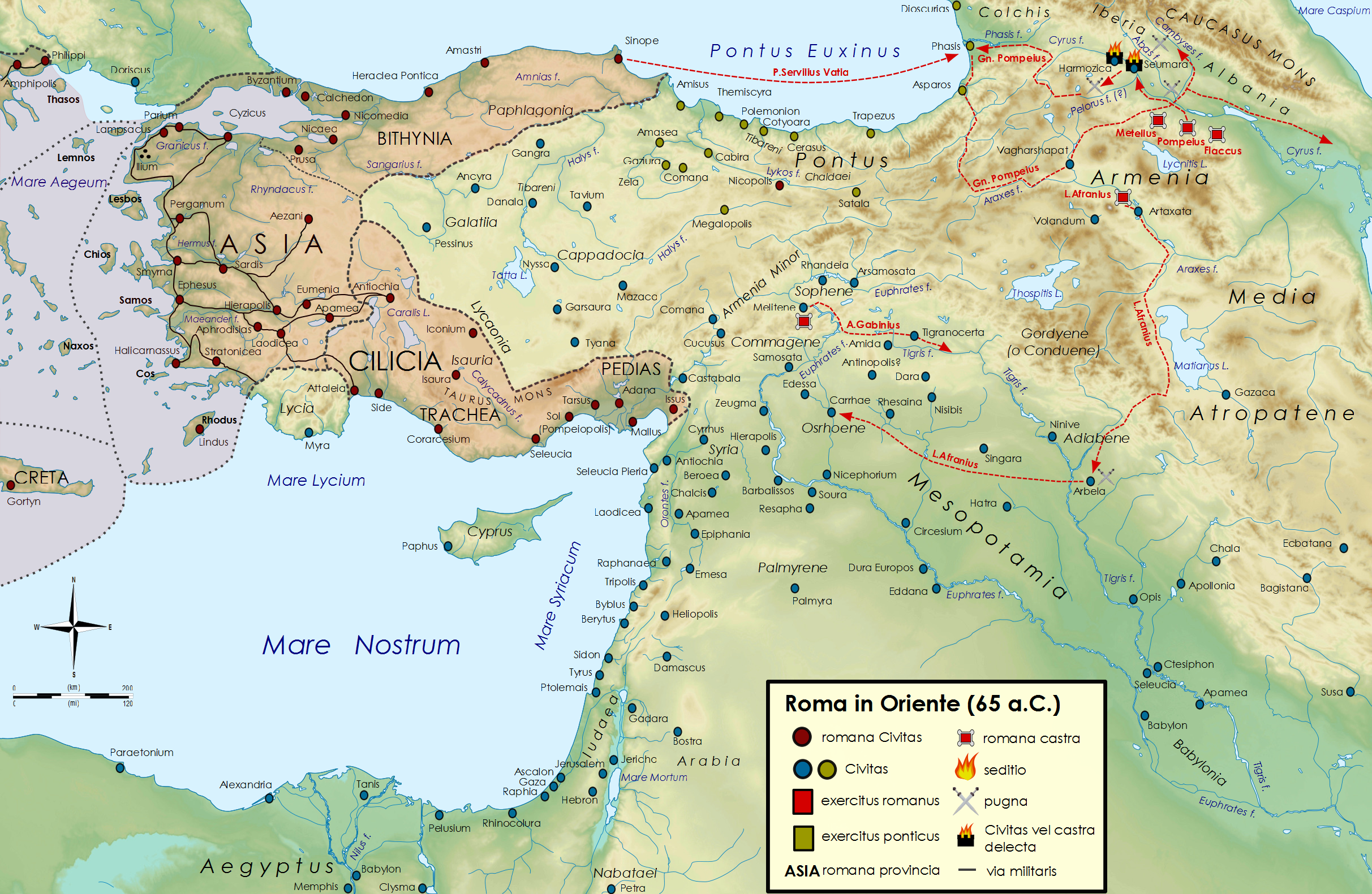
L'anno 65 a.C. della terza guerra mitridatica

Sottomessi pertanto gli Iberi (dove Plutarco inverte, almeno in questa fase della guerra, gli Iberi con gli Albani), Pompeo rivolse le sue mire ad occidente, dove scorreva il fiume Fasi, pensando di passare nella Colchide, discendendo questo fiume e poi raggiungendo Mitridate nel Bosforo Cimmerio, dopo essersi incontrato con la flotta del suo legatus, Publio Servilio Vatia. La marcia di Pompeo proseguì attraversò la Colchide, con la persuasione o la paura, sapendo che se il cammino via terra era difficile, di più lo era quello via mare, non essendoci sufficienti punti d'approdo o porti. Raggiungendo, quindi, la sua flotta, ordinò a Servilio di dirigersi verso Mitridate ed attuare un blocco per mare, qualora avesse cercato di fuggire, paralizzando altresì tutti i suoi rifornimenti. Intanto mosse contro gli Albani (che sembra si fossero ribellati di nuovo), ma per evitare che questi fossero lì ad attenderlo, preferì fare una deviazione in Armenia, per aggirarli e coglierli di sorpresa.
Passò, quindi, il Cyrus con grandi difficoltà, visto che gli Albani avevano provveduto a fortificare buona parte del corso del fiume con una palizzata. Pompeo riuscì, quindi, ad attraversare il fiume nel punto in cui, grazie al caldo, era divenuto guadabile, ponendo in fila la cavalleria ed i carriaggi, a monte, la fanteria a valle, affinché i cavalli smorzassero la corrente del fiume. Da qui continuò la sua marcia verso il fiume Cambise, facendo riempire con acqua ben 10 000 borracce di pelle ai suoi soldati, vista l'aridità del paese in cui si trovava, e sebbene non subisse alcun danno dai nemici, fu invece il gran caldo a creare i maggiori disagi. Neppure il fiume fu di grande aiuto, essendo l'acqua freddissima e generando nei soldati romani frequenti forme di dissenteria. Pompeo però non si perse d'animo e proseguì verso un altro fiume del Caucaso, l'Abante.
Passato anche questo fiume, Pompeo seppe che Orose stava marciando contro di lui (secondo Plutarco si trattava del fratello di Orose, Cosis), e poiché desiderava avere con lo stesso uno scontro campale, decise di schierare il suo esercito, in modo da non far comprendere al re degli Albani, la reale consistenza delle sue forze per evitare che fuggisse. Schierò, quindi, in prima fila la cavalleria, dietro la quale, nascosta, stava la fanteria, piegata sulle ginocchia e coperta dagli scudi, con l'ordine perentorio di rimanere immobile, in modo che il re degli Albani non se ne accorgesse prima dello scontro. Allora Orose si lanciò alla carica con 60 000 fanti e 12 000 cavalieri (quasi tutti male equipaggiati), imbaldanzito dall'aver visto un esercito così poco numeroso, fatto di soli cavalieri, i quali, appena videro l'attacco del re (o del fratello Cosis), ripiegarono, scoprendo la fanteria, che nel frattempo si era alzata da terra ed aveva permesso ai cavalieri di sfilare tra le sue file. A questo punto le forze del re albano si trovarono in trappola, circondate da ogni parte, essendosi buttate all'inseguimento della cavalleria romana in modo tanto sconsiderato.
(Plutarco, Vita di Pompeo, 35.3.)
(Cassio Dione Cocceiano, Storia romana, XXXVII, 4.4.)
Sembra, inoltre, che nello scontro fossero presenti anche le Amazzoni, dalla parte degli Albani, giunte dalle vicine montagne e dalla valle del fiume Termodonte, sebbene al termine della battaglia, di loro non fu trovata traccia tra i caduti. Dopo questi fatti Pompeo percorse i territori degli Albani in lungo e in largo, fino poi a sottometterli e concedere loro la pace. Concluse quindi trattati di alleanza con altre popolazioni limitrofe del Caucaso, fino al Mar Caspio. Alla fine mentre si stava dirigendo in Ircania, lungo le coste del Mar Caspio meridionale, a causa di numerosi rettili presenti lungo la strada, decise di rientrare nell'Armenia Minore, ricevendo poco dopo inviati dei re di Elimaide e di Media, offrendo la loro amicizia al popolo romano.

## Conseguenze

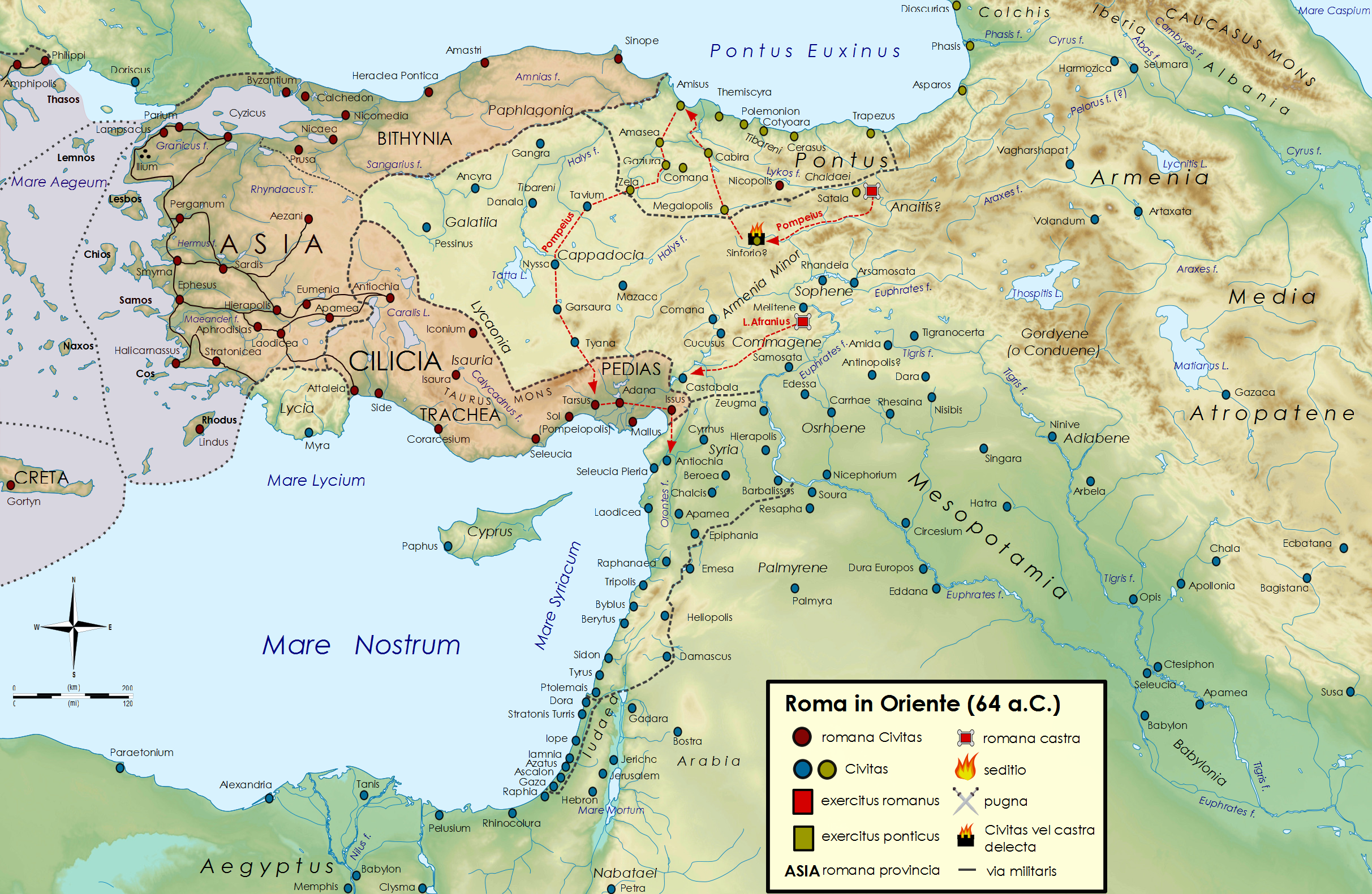
L'anno 64 a.C. della terza guerra mitridatica

E mentre Pompeo era intento a stipulare nuovi trattati di amicizia con le popolazioni caucasiche, vennero da lui alcuni ambasciatori del re dei Parti, allo scopo di rinnovare il trattato esistente, considerando che i vari luogotenenti del generale romano avevano sottomesso le restanti regioni di Armenia e Ponto, e Gabinio si era spinto oltre l'Eufrate fino al Tigri, generando grande apprensione nel sovrano partico Fraate III, al quale Pompeo sembra richiese la Conduene, ovvero la regione per la quale Fraate e Tigrane stavano litigando. Non ricevendo, però risposta da Fraate, inviò il suo legato Lucio Afranio a prenderne possesso (respingendo le forze partiche fino ad Arbela), per poi concederlo a Tigrane. Cassio Dione Cocceiano racconta che Afranio, mentre stava attraversando la Mesopotamia settentrionale, contrariamente ai patti conclusi con i Parti, smarrì la strada e subì molti danni (poiché l'inverno era iniziato) a causa soprattutto della mancanza di vettovaglie. E sarebbe morto, insieme al suo esercito, se gli abitanti di Carre non lo avessero accolto e poi guidato nella marcia successiva.
Fraate, pur temendo Pompeo e volendo temerselo amico, avendo ricevuto un'ambasciata di Pompeo nella quale era abolita la formula di "Re dei re" a vantaggio del semplice "Re", si sdegnò a tal punto, quasi fosse stato privato della sua dignità regale, da minacciare lo stesso generale romano di non oltrepassare più l'Eufrate. E poiché Pompeo non gli dava alcuna risposta, Fraate marciò contro Tigrane II, accompagnato dal figlio di quest'ultimo. E se in un primo momento perse il primo scontro, nel successivo risultò vincitore.
Fu così che Tigrane padre chiamò Pompeo in suo aiuto, mentre Fraate inviò ambasciatori al generale romano, muovendo gravi accuse al rivale, come pure agli stessi Romani. Ciò indusse Pompeo a riflettere, preferendo non intervenire in questa contesa, per evitare che a causa della brama di conquista, potesse perdere quelle appena fatte a causa della potenza militare partica, tanto più che Mitridate non era stato ancora sconfitto definitivamente. Pompeo accampò, quindi, come scusa ai suoi che lo spingevano ad una nuova avventura militare, che non pensava di combattere i Parti senza un decreto del Senato. Fu così che il generale romano si offrì invece di fare da pacere tra i due contendenti, inviando loro tre arbitri, poiché riteneva si trattasse di una mera questione di confini tra i due regni. Fraate e Tigrane II accettarono la proposta di Pompeo e si riconciliarono, poiché entrambi sapevano che una sconfitta, o l'annientamento di uno dei due, avrebbe solo favorito i Romani. Erano consapevoli che solo la loro sopravvivenza o una comune e futura alleanza avrebbe potuto fermare l'avanzata romana in Oriente. E così Pompeo, dopo questi accordi, poté ritirarsi in Aspide (possibilmente Anaitide) durante l'inverno.